# Лабиди, Хамди
Хамди Лабиди (араб. حمدي العبيدي‎; род. 9 июня 2002, Тунис) — тунисский футболист, нападающий клуба «Клуб Африкен» и сборной Туниса.

## Клубная карьера
Лабиди — воспитанник клуба «Клуб Африкен». 12 декабря 2020 года в матче против «Рехише» он дебютировал в тунисской Лиге 1. 9 января 2021 года в поединке против «Бизертина» Хамди забил свой первый гол за «Клуб Африкен».

## Международная карьера
В 2021 году в составе молодёжной сборной Туниса Лабиди принял участие в молодёжном Кубке Африки в Мавритании. На турнире он сыграл в матчах против команд Буркина-Фасо, Намибии, ЦАР, Марокко, Уганды и Гамбии.
17 июня 2023 года в отборочном матче Кубка Африки против сборной Экваториальной Гвинеи Лабиди дебютировал за сборную Туниса.